# Fort Massac
Fort Massac (o Fort Massiac) fue un fuerte construido por los franceses en la orilla norte del río Ohio, en el actual condado de Massac, Illinois en el año 1754, durante la última guerra franco-india (parte de la guerra de los 7 años), que terminó con la expulsión del gobierno de Francia de Nueva Francia. Fue abandonada y reconstruida por los estadounidenses durante su guerra contra los indios del noroeste en 1794. Usado ocasionalmente, fue abandonado definitivamente en 1862 a raíz de una epidemia de sarampión, en plena Guerra de Secesión.
El sitio esta enlistado en el Registro Nacional de Lugares Históricos en 1971.

## Toponimia
Le dieron su nombre en honor de Claud Louis d'Espinchal, marqués de Massiac, ministro naval francés durante la Guerra de los Siete Años.Massiac es una localidad francesa del departamento de Cantal, en la antigua zona de Auvernia.
Hasta 1759, se llamaba "Fort de L'Ascension", en honor del jeudi de l’Ascension, fiesta que se celebra 40 días después de la pascua.

## Historia
Es probable que la primera presencia europea en la zona haya sido la del explorador español Hernando de Soto y sus soldados. Y que ellos hayan construido un fuerte en 1540 cerca al lugar. Los mapas de principios del siglo XVIII lo registran con el nombre de "Ancien Fort" ("Antiguo Fuerte") cerca de la zona.

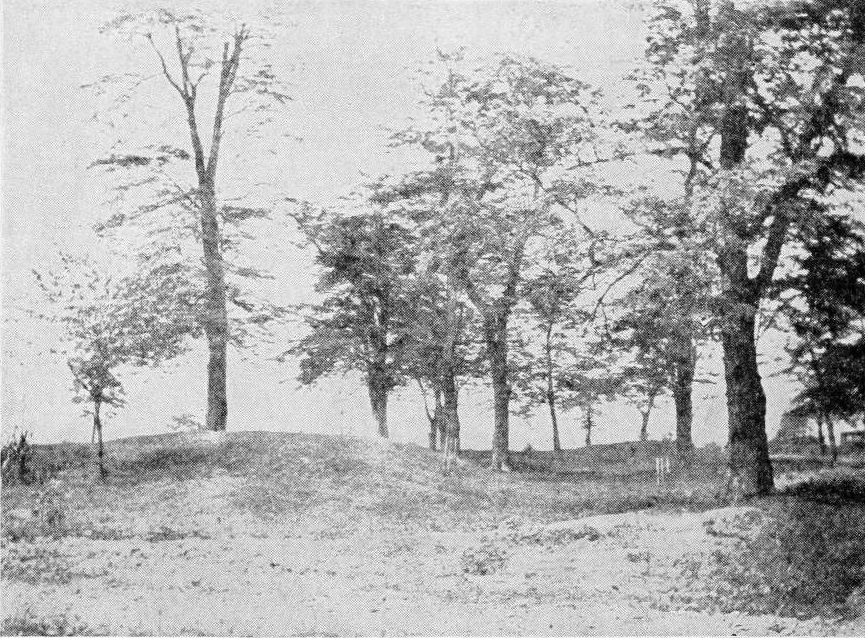
Sitio de Fort Massac, fotografía anterior a 1920. Los cimientos del antiguo fuerte francés se encuentran enterrados.

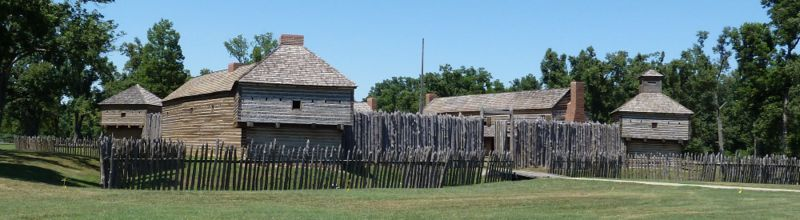
Fort Massac reconstruido frente a la costa del río Ohio en 2010.

Los franceses, empezaron a asentarse en la zona a partir de las exploraciones de La Salle. Debido a la necesidad de proteger sus comunicaciones entre Canadá y Lousiana, establecieron un sistema de fuertes para protegerse y proteger a los indios amigos de los ingleses y los indios enemigos. 

### Periodo francés
Fort Massac fue construido por los franceses en 1757, con el nombre de "Fort de L'Ascension", mientras estaban en guerra contra los británicos, durante la Cuarta Guerra franco-indígena (1754-1763).
Su nombre fue cambiado en 1759 a Fort Massiac, en honor a Claud Louis d'Espinchal, marqués de Massiac, ministro naval francés.
Durante este periodo, el fuerte fue atacado una vez, por un grupo de cheroquies. Los cheroquies no tuvieron éxito en su ataque.

### Periodo inglés
Los franceses abandonaron el fuerte al concluir la guerra y fue destruido por los Chickasaw en algún momento después de 1763.
El encargado de tomar la nueva posesión británica fue el Captain Thomas Stirling. Junto al 42nd Royal Highland Regiment llegaron al fuerte, y lo encontraron en ruinas. Lo único que hicieron fue cambiarle el nombre a Fort Massac y no reconstruyeron el fuerte. 
Esta decisión permitiría que en 1778, durante la Guerra de Independencia de los Estados Unidos, los rebeldes conquisten la zona. El coronel George Rogers Clark no encontró resistencia en su conquista de Kaskaskia, aprovechando la ruta del arroyo Massac. Eventualmente Clark conquistaría el país de Illinois para el estado de Virginia.

### Periodo Estadounidense

#### Uso militar
El fuerte fue reconstruido en 1794, debido a que el presidente George Washington ordenó reconstruir el fuerte. Así protegería la zona de las incursiones de los indios durante la Guerra contra los indios del Noroeste.
En el otoño de 1803, la expedición de Lewis y Clark se detuvo en Fort Massac en su camino hacia el oeste y reclutó a dos voluntarios.
En el verano de 1805, el general James Wilkinson y el vicepresidente Aaron Burr mantuvieron conversaciones en el fuerte. Presuntamente, el vicepresidente Burr deseaba formar un nuevo país independiente a los Estados Unidos, un país comunicado por el río Misisipi. Esta conspiración, que recibió el nombre de Conspiración de Burr (1806-1807) fue desmantelada.
Entre los años 1811 y 1812, una serie de terremotos, los denominados terremotos de Nueva Madrid de 1811-12 destruyeron muchas edificaciones de la zona. El fuerte fue dañado. Durante la guerra anglo-estadounidense de 1812, desempeñó un papel menor.
Fue abandonado en 1814. Los habitantes de la zona aprovecharon los restos del fuerte para sus propias construcciones. Para 1828, aún quedaban poco restos del fuerte. En 1839 se construyó la ciudad de Metrópolis una milla río abajo.
Tuvo su último uso militar durante la guerra de Secesión. Durante la guerra, fue usado como campo de entrenamiento. En 1861 y 1862 el sarampión llegó a la zona, se esparció por el campamento y mató a varios soldados de la Tercera Caballería de Illinois y la 131.ª Infantería de Illinois. Por eso, se decidió abandonar definitivamente el campamento.

#### Uso como parque
En 1903, el estado compró 24 acres que rodeaban a los restos del fuerte.
El 5 de noviembre de 1908 se inauguró oficialmente el primer parque estatal de Illinois, en el que Fort Massac estaba incluido.
Actualmente, es parte del parque estatal y sitio histórico. En 1971 fue enlistado con el nombre de Fort Massac Site.

## Parque estatal y sitio histórico
El sitio de Fort Massac se convirtió en el primer parque estatal de Illinois en 1908. En la década de 1970, se construyó una reconstrucción parcial del fuerte del ejército estadounidense de 1794, pero en 2002 fue derribado y se reconstruyó una versión más pequeña pero más detallada del fuerte buscando parecerse al fuerte de 1802.
Cada otoño, los recreadores se reúnen en el campamento Fort Massac, que interpreta la vida en el siglo XVIII. Un centro de visitantes justo al norte de la reconstrucción incluye un museo con artefactos indios, maniquíes vestidos con ropa de época y otras exhibiciones que explican la historia del fuerte.

## Lecturas Adicionales
- Caldwell, NW (1950) "Fort Massac: The American Frontier Post: 1778-1805", Revista de la Sociedad Histórica del Estado de Illinois.
- Rothert, Otto A. Los forajidos de Cave-In-Rock, Otto A. Rothert, Cleveland 1924; rpt. 1996ISBN 0-8093-2034-7
- Underwood, Thomas Taylor. Diario, Thomas Taylor Underwood, 26 de marzo de 1792 al 18 de marzo de 1800: un viejo soldado del ejército de Wayne, Sociedad editorial de guerras coloniales en el estado de Ohio, 1945